# Otar Iosseliani

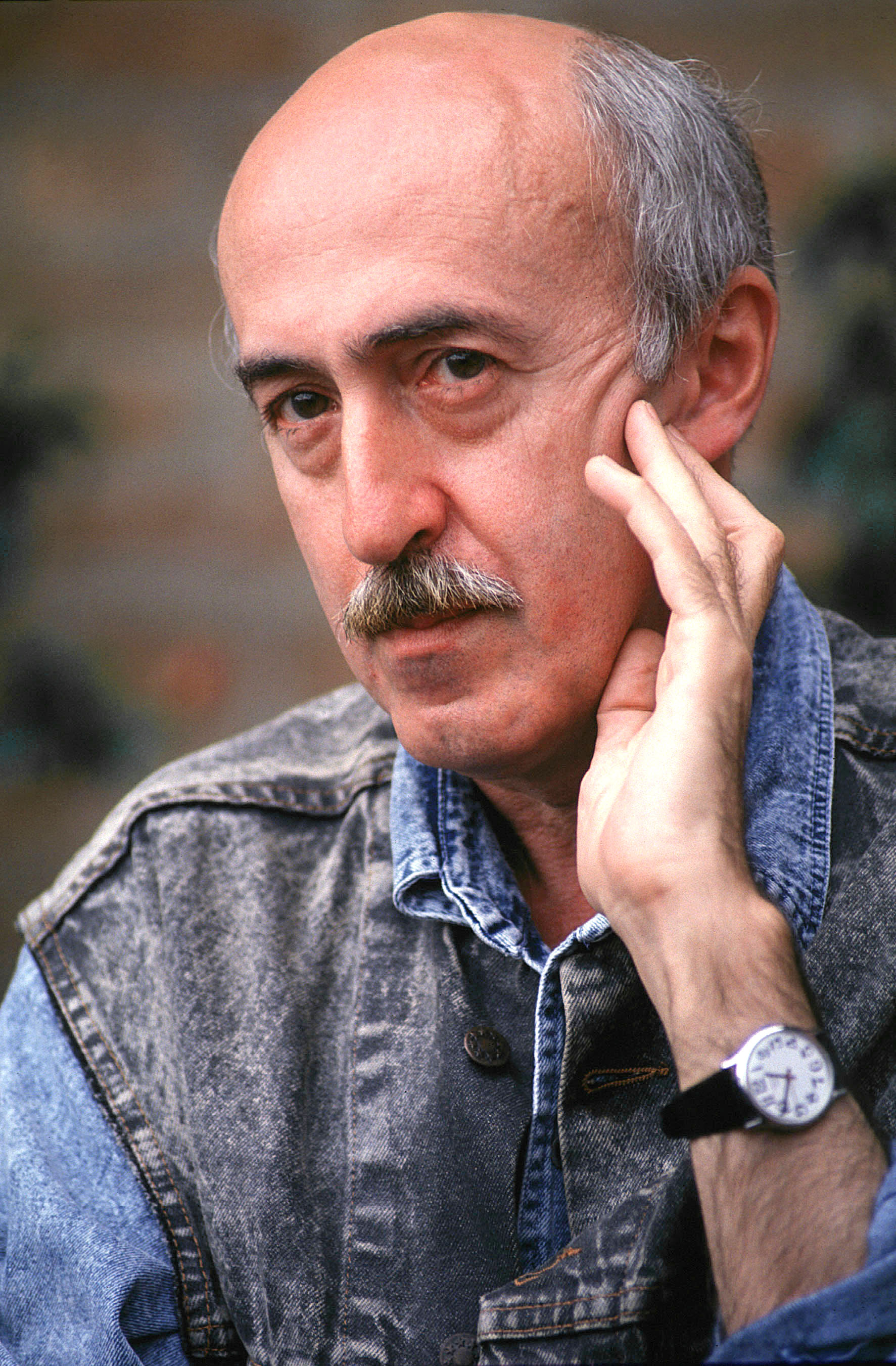
Otar Iosseliani

Otar Iosseliani (Tbilisi, 2 februari 1934 – aldaar, 17 december 2023) was een Georgisch-Franse filmregisseur.
Iosseliani studeerde in 1952 af als componist, dirigent en pianist aan het staatsconservatorium van Tbilisi. In 1953 trok hij naar Moskou om wiskunde te studeren, maar begon twee jaar later filmschool. Hij was student van Oleksandr Dovzjenko en werkte tijdens zijn opleiding als regie-assistent en monteur van documentaires in de Gruzia studio's in Tbilisi.
In 1958 regisseerde hij zijn eerste kortfilm Akvarel en in 1961 studeerde hij af als filmregisseur. Zijn middellange speelfilm Aprili (1961) mocht niet vertoond worden waarop Iosseliani zich terugtrok uit de filmwereld en in de periode 1963-1965 werkte als matroos op een vissersboot en in een metaalfabriek. Pas in 1972 kreeg Aprili alsnog een release.
In 1966 regisseerde hij zijn eerste langspeelfilm Giorgobistve. In de week van de kritiek op het Filmfestival van Cannes won hij hiermee de FIPRESCI prijs. Zijn volgende film Pastorali (1976) werd enkele jaren in de kast gestoken om daarna maar met mondjesmaat te worden vertoond. Iosseliani werd sceptisch over de artistieke vrijheid in zijn moederland. Na Pastorali's succes op Internationaal filmfestival van Berlijn in 1982 emigreerde de regisseur naar Frankrijk alwaar hij in 1984 Les Favoris de la Lune ineenblikte. Op het Filmfestival van Venetië sleepte deze derde langspeler de juryprijs in de wacht en alle volgende films werden hier ook vertoond.
In 1986 was hij jurylid van het filmfestival van Berlijn. In 1989 kreeg hij opnieuw de juryprijs voor Et la Lumiere Fut en in 1992 de Pasinetti Award voor de beste regie van La Chasse aux Papillons. Na de implosie van de Sovjet-Unie bleef hij in Frankrijk werken aan onder meer de documentaire Seule Georgie (1994) en het sardonisch-allegorische Brigands - Chapitre VII (1996).
In 2011 besloot Georgië om Iosseliani's Chantrapas in te zenden als kandidaat voor de Academy Award voor Beste Niet-Engelstalige film op de 84ste Oscaruitreiking.
Iosseliani overleed op 89-jarige leeftijd in december 2023.
- Bibsys: 5077497
- Biblioteca Nacional de España: XX1621126
- Bibliothèque nationale de France: cb135321851 (data)
- Gemeinsame Normdatei: 122491556
- International Standard Name Identifier: 0000 0001 1476 1415
- Library of Congress Control Number: nr97036195
- Nationale Bibliotheek van Letland: 000243771
- Bibliotheek van het Japanse parlement: 00980020
- Nationale Bibliotheek van Tsjechië: jo2007399842
- Nationale Bibliotheek van Israël: 987007514952205171
- Nederlandse Thesaurus van Auteursnamen: 107526522
- SNAC: w6xw8d05
- Système universitaire de documentation: 06687775X
- Union List of Artist Names: 500333154
- Virtual International Authority File: 84191222
- WorldCat: E39PBJfmvkQGKF6C3jBCmdMXVC